# 西山毅
西山毅（にしやま たけし、1962年1月7日 - ）は、日本のミュージシャン。神奈川県横浜市出身。
22年間、HOUND DOGのギタリストとして活躍。HOUND DOG脱退後、Sound Horizon、Linked Horizon、μ-a、四人囃子等、様々なアーティストのサポートやライブセッションを中心に活動中。また、音楽学校でもギター講師を務め、数多くのプロギタリストを輩出している。

## 人物
小学生時代は野球選手になるのが夢であった。アニメ『巨人の星』の影響で、エキスパンダー2本を改造して大リーグボール養成ギブスを自作したという。
中学に入学すると空手に夢中になった（ライブでの蹴りのアクションでもその影響は垣間見られる。後に教則ビデオ『技』でも空手の道着を着て、蹴りや自然石割りなどを披露している）。またこの時期に、4歳年上の音楽好きの兄の影響もあり自身も音楽に興味を持ち始める。ある時、兄がギターでジェフ・ベックのギターフレーズを練習していた際、その音に違和感を持ち、後日こっそりとギターを触っていると突然ひらめき「こうやって弾くんじゃないの？」と兄に助言。すると「その通りだよ！」と驚かれギターを弾くことを勧められる。
中学3年の時に、雨天のため中止になったプロ野球中継の代わりに放送された映画『エレキの若大将』を視聴する。劇中でギターを持つ寺内タケシの姿に格好良さを感じ「これしかない！」と本格的にギターに目覚める。練習は結果として現れ、一年後には兄や従兄弟とバンド・”かうんたっく”を結成。「人前で演奏したかっただけ」という理由で、”かうんたっく”は数多くのコンテストに出場。高校2年の時に出場したヤマハ主催のアマチュアバンドコンテスト『EastWest』では決勝大会まで進む（その時の音源は『EastWest78』というタイトルでレコード店に並んだ）。
1978年12月7日、東京12チャンネル（現テレビ東京）で放送された特番『サウンド・トリップ 〜夢の銀河鉄道〜』（番組MC：小林亜星、近田春夫、ゲスト：WISHBONE ASH／BOW WOW／CREATION／Godiego）に出演。番組内のコーナーにアマチュア・ギタリスト50人を集めてのギター講座があり、西山は山本恭司に「ライトハンド（タッピング）奏法を教えてください」と質問した。また、同じく東京12チャンネルの『ロックおもしロック』に出演したときのゲストは、後にHOUND DOGで活動を共にすることになる鮫島秀樹がいた「ツイスト」であった。
高校3年に進級した時に、1つ年下の後輩ですごく上手いギタリスト（小野瀬雅生）を見てショックを受け、それまでのスタイルからロックギターの道に進む。その時期に小林克己に師事。「この人（師匠）に習えば彼（小野瀬）を抜けると思って、門を叩いたんです」と西山本人も後に語っている。※その小野瀬雅生とは、2016年2月に横浜ストーミーマンデーでのライブで初共演をしている。
将来はプロのギタリストとして身を立てることを決意しており両親に伝えるも、実家が歯科医院ということもあり反対される。高校卒業後は歯科技工士の専門学校（2年制）に入学する道を用意されていた。しかし母から「2年でその学校を出て、残りの2年を自由に使いなさい。その2年間でプロになれなければあきらめなさい」と猶予を与えられる。西山は約束を概ね守り、1983年にプロのミュージシャンとして活動を開始。1984年にHOUND DOGに加入することになり、母との約束を守る結果を出した。
2022年7月20日、太極拳拳友会初級検定に合格した。

## 来歴
- 1983年、福島邦子のライブサポートギタリストとしてプロのキャリアをスタート。その後、吉川晃司、桑名正博、宮原学などのバックギタリストを経験。
- 1984年、蓑輪単志の推薦を受け、HOUND DOGに新ギタリストとして正式加入。
- 1993年7月13日、リットーミュージックより教則ビデオ『技』を発売。ベストセラーとなる。
- 1993年12月 - 1994年3月、フジテレビで放送されていた深夜番組「寺内ヘンドリックス」に"ギター侍"として出演。海外のギタリストに「ギター対決」を挑んでテクニックを見せつける企画であった。
- 1997年、宇都宮隆のソロツアー「TAKASHI UTSUNOMIYA TOUR '97 E.A.GRANDSTAND」にサポートギタリストとして参加。
- 同年8月、1stソロアルバム「CREATURE」を発表。
- 2005年、HOUND DOG解散騒動が勃発。
- 2006年、HOUND DOGを脱退（「HOUND DOG#解散騒動と訴訟」項参照）。

「自分が本当にやりたい音楽とHOUND DOGの音楽性は異なる」趣旨の発言をかねてから繰り返していた。
「脱退」後はさまざまなセッション活動の傍ら、教則本の模範演奏などでも活躍している。
- 2007年1月20日、「北京人民大会堂」で満文軍のサポートギタリストを務める。この会場でエレキギターを弾いた最初の日本人となった。
- 2007年6月、2ndアルバム「虎音〜HU-YIN〜」発売。セブンアンドワイのCD販売ランキングのフュージョン部門で1位獲得。同年12月、ジョニー吉長、鮫島秀樹と「J.N.S」を結成。
- 2009年3月､劇場版『ヤッターマン (映画)』　劇中歌（｢ヤッターマンの歌 2009｣､｢天才ドロンボー 実写版｣）のギター演奏を担当。
- 2010年、Sound Horizonの7th Story CD 「Märchen」のレコーディングに参加。
- 同年12月 - 2011年1月に行われた7th Story Concert 「Märchen」に出演。
- 2011年7月 - 9月、「Sound Horizon Live Tour 2011 -第一次領土復興遠征-」ツアーに参加。
- 2011年9月23日、中国の代表的女性シンガー、「那英」の 『那又怎・ Music Live』北京工体演唱会にサポートギタリストとして参加。
- 2012年11月25日、「Revo Linked BRAVELY DEFAULT Concert」in 横浜アリーナに出演。
- 2013年7月、「Linked Horizon 進撃の巨人 トーク＆ライブイベント」に参加。
- 2013年9月、『ピックアップ大全〜ハムバッカー・サイズ編〜（シンコー・ミュージック）』　にて、ピックアップ86セットをデモ演奏。
- 2013年10月26日、「Sound Horizon Revo's Halloween Party」in 埼玉スーパーアリーナに出演。
- 2013年12月31日、「第64回NHK紅白歌合戦」に、Linked Horizonのギタリストとして参加。
- 2014年8月、YOUNG GUITAR 2014年9月号付録DVDにて、フラクタル・オーディオ・システムズ”Axe-Fx II XL“サウンド・サンプル(西山毅)を収録（音のみ）。
- 2014年9月28日、Guitar☆Man LIVE #019＠鶯谷 東京キネマ倶楽部に出演。
- 2014年10月11日、MBSアニメフェス2014＠大阪城ホール　Linked Horizonのギタリストとして参加。
- 2015年1月6日・7日、「西山毅 Birthday Live」を横浜ストーミーマンデーで開催。
- 2015年4月 - 5月、「Sound Horizon 9th Story Concert『Nein』〜西洋骨董屋根裏堂へようこそ〜」に参加。
- 2015年10月、YOUNG GUITAR 2016年1月号［特別企画］YGピック・ワンダーランド　DVD出演。
- 2015年11月、Facebook上の楽器店『West SelecTioN』を立ち上げ、エフェクター「TNT DRIVE」やピック等のオリジナル商品を販売開始。
- 2016年1月6日・7日、「西山毅 Birthday Special」を横浜ストーミーマンデーで開催。
- 2016年3月4日・5日、ギタリスト・"神鬼（シンキ）"のライブをプロデュース。
- 2016年6月25日、自身初となるギター教則本『実は“弾けてない”ギタリスト矯正カリキュラム』を、シンコーミュージックエンタテイメントより発売。
- 2016年8月25日、Tokyo Tower Thursday's Concert出演（東京タワー大展望台1階特設ステージにてソロLIVE）。サポートは、竹田元（Key）、ゲスト：Songil Choi（Vi）。
- 2016年10月1日より日本テレビ系列にて放送されたテレビアニメ『タイムボカン24』の劇中音楽のギター演奏を担当。
- 2020年11月6日、3rdアルバム「NEXT STAGE」発売[3]。
- 2021年1月25日、(CD付き) 全網羅! ギター・ピッキング練習メニュー (リットーミュージック・ムック) ムックを発売。

## 出演

### ラジオ
- 西山毅のKeep on Rockin' 〜Rock, ロック,Rock 〜（2025年4月27日[4] - 、レインボータウンFM）メインパーソナリティ